# NOS4A2 (serie televisiva)
NOS4A2 è una serie televisiva horror statunitense ideata da Jami O'Brien e basata sull'omonimo romanzo del 2013 di Joe Hill.
La serie viene trasmessa su AMC dal 2 giugno 2019; in Italia, è  distribuita su Prime Video dal 7 giugno.

## Trama
Vic McQueen è una giovane artista della classe operaia che scopre di possedere un'abilità soprannaturale per rintracciare l'apparentemente immortale Charlie Manx. Manx si nutre delle anime dei bambini, quindi deposita ciò che rimane di loro in un paese natalizio - un villaggio di Natale contorto dell'immaginazione di Manx dove ogni giorno è il giorno di Natale e l'infelicità è contro la legge. Vic deve cercare di sconfiggere Manx e salvare le sue vittime, senza perdere la testa o diventare lei sua vittima.

## Episodi
| Stagione         | Episodi | Prima TV USA | Pubblicazione Italia |
| ---------------- | ------- | ------------ | -------------------- |
| Prima stagione   | 10      | 2019         | 2019                 |
| Seconda stagione | 10      | 2020         | 2020                 |

## Personaggi e interpreti

### Principali
- Vic McQueen, interpretata da Ashleigh Cummings
- Charlie Manx, interpretato da Zachary Quinto
- Bing Partridge, interpretato da Olafur Darri Olafsson
- Linda McQueen, interpretata da Virginia Kull
- Chris McQueen, interpretato da Ebon Moss-Bachrach
- Maggie Leigh, interpretata da Jahkara Smith

### Ricorrenti
- Angela Brewster, interpretata da Karen Pittman
- Drew, interpretato da Rarmian Newton
- Haley Smith, interpretata da Darby Camp
- Tabitha Hutter, interpretata da Ashley Romans
- Jolene, interpretata da Judith Roberts

## Produzione

### Sviluppo
L'8 dicembre 2015, è stato annunciato che AMC aveva messo in produzione un adattamento televisivo del romanzo di Joe Hill NOS4A2. La rete era alla ricerca di uno sceneggiatore per la serie. Le case di produzione coinvolte sono The Tornante Company e AMC Studios. l 31 maggio 2017, è stato annunciato che AMC aveva aperto una sala degli sceneggiatori per la serie.
Il 10 aprile 2018, è stato annunciato che AMC aveva dato alla produzione un ordine di serie per una prima stagione composta da dieci episodi.
Nell'agosto 2020 la serie viene cancellata dopo due stagioni.

### Casting
Il 27 giugno 2018, fu annunciato che Olafur Darri Olafsson, Virginia Kull ed Ebon Moss-Bachrach erano stati scelti in ruoli principali. Il 5 luglio 2018, è stato riferito che Jahkara Smith si era unita al cast ricorrente. Il 28 agosto 2018, fu annunciato che Karen Pittman era stata scelta in un ruolo ricorrente. Il 13 settembre 2018, è stato riferito che Zachary Quinto e Ashleigh Cummings erano stati scritturati rispettivamente nei due ruoli principali di Charlie Manx e Vic McQueen. Il 12 ottobre 2018, fu annunciato che Rarmian Newton e Darby Camp si erano uniti al cast ricorrente. Il 17 dicembre 2018, è stato riferito che Ashley Romans era entrata nel cast ricorrente.

## Promozione

### Marketing
Il 20 dicembre 2018, è stata diffusa un'immagine promozionale della serie con Zachary Quinto nel ruolo di Charlie Manx. Il 5 marzo 2019, è stato pubblicato il primo teaser trailer della serie; il 1º aprile invece, è stato pubblicato il trailer ufficiale.

## Distribuzione

### Anteprima
La serie è stata programmata per essere presentata in anteprima mondiale al South by Southwest del 2019 ad Austin, in Texas, come parte della serie di proiezioni "Episodic Premieres" del festival.

### Trasmissione
Il 30 marzo 2019, è stato annunciato che la serie sarebbe stata trasmessa dal 2 giugno 2019.